# Himerta rubiginosa
Himerta rubiginosa är en stekelart som först beskrevs av Cresson 1879.  Himerta rubiginosa ingår i släktet Himerta och familjen brokparasitsteklar. Inga underarter finns listade i Catalogue of Life.